# كأس نيوزيلندا 1923
كأس نيوزيلندا 1923 (بالإنجليزية: 1923 Chatham Cup) هو موسم من كأس نيوزيلندا. فاز فيه Seacliff AFC ‏.